# Verliefd (single van K3)
Verliefd is de derde single van het album Verliefd van de meidengroep K3.
De single bevatte nog een extra liedje getiteld Ik sta je bij, dat nog nooit eerder was verschenen op cd. De single kwam uit op 30 november 2002. De hoogste positie in Nederland in de Single Top 100 was plaats nummer 43 en stond 3 weken in de Single Top 100. De hoogste positie in België in de Ultratop 50 was plaats nummer 18 en stond 9 weken in de Ultratop 50.

## Tracklist
1. Verliefd (3:35)
2. Ik sta je bij (4:03)

## Hitnotering
Nederlandse Single Top 100
| Verliefd in de Single Top 100 - binnen: 01-02-2003/Laatste notering 15-02-2003 | Verliefd in de Single Top 100 - binnen: 01-02-2003/Laatste notering 15-02-2003 | Verliefd in de Single Top 100 - binnen: 01-02-2003/Laatste notering 15-02-2003 | Verliefd in de Single Top 100 - binnen: 01-02-2003/Laatste notering 15-02-2003 | Verliefd in de Single Top 100 - binnen: 01-02-2003/Laatste notering 15-02-2003 |
| Week                                                                           | 1                                                                              | 2                                                                              | 3                                                                              |                                                                                |
| ------------------------------------------------------------------------------ | ------------------------------------------------------------------------------ | ------------------------------------------------------------------------------ | ------------------------------------------------------------------------------ | ------------------------------------------------------------------------------ |
| Nummer                                                                         | 43                                                                             | 46                                                                             | 70                                                                             | uit                                                                            |

Vlaamse Ultratop 50
| Verliefd in de Ultratop 50 - binnen: 14-12-2002/Laatste notering 08-02-2003 | Verliefd in de Ultratop 50 - binnen: 14-12-2002/Laatste notering 08-02-2003 | Verliefd in de Ultratop 50 - binnen: 14-12-2002/Laatste notering 08-02-2003 | Verliefd in de Ultratop 50 - binnen: 14-12-2002/Laatste notering 08-02-2003 | Verliefd in de Ultratop 50 - binnen: 14-12-2002/Laatste notering 08-02-2003 | Verliefd in de Ultratop 50 - binnen: 14-12-2002/Laatste notering 08-02-2003 | Verliefd in de Ultratop 50 - binnen: 14-12-2002/Laatste notering 08-02-2003 | Verliefd in de Ultratop 50 - binnen: 14-12-2002/Laatste notering 08-02-2003 | Verliefd in de Ultratop 50 - binnen: 14-12-2002/Laatste notering 08-02-2003 | Verliefd in de Ultratop 50 - binnen: 14-12-2002/Laatste notering 08-02-2003 | Verliefd in de Ultratop 50 - binnen: 14-12-2002/Laatste notering 08-02-2003 |
| Week                                                                        | 1                                                                           | 2                                                                           | 3                                                                           | 4                                                                           | 5                                                                           | 6                                                                           | 7                                                                           | 8                                                                           | 9                                                                           |                                                                             |
| --------------------------------------------------------------------------- | --------------------------------------------------------------------------- | --------------------------------------------------------------------------- | --------------------------------------------------------------------------- | --------------------------------------------------------------------------- | --------------------------------------------------------------------------- | --------------------------------------------------------------------------- | --------------------------------------------------------------------------- | --------------------------------------------------------------------------- | --------------------------------------------------------------------------- | --------------------------------------------------------------------------- |
| Nummer                                                                      | 30                                                                          | 18                                                                          | 22                                                                          | 22                                                                          | 22                                                                          | 26                                                                          | 28                                                                          | 40                                                                          | 46                                                                          | uit                                                                         |